# Culture de la banane en Islande

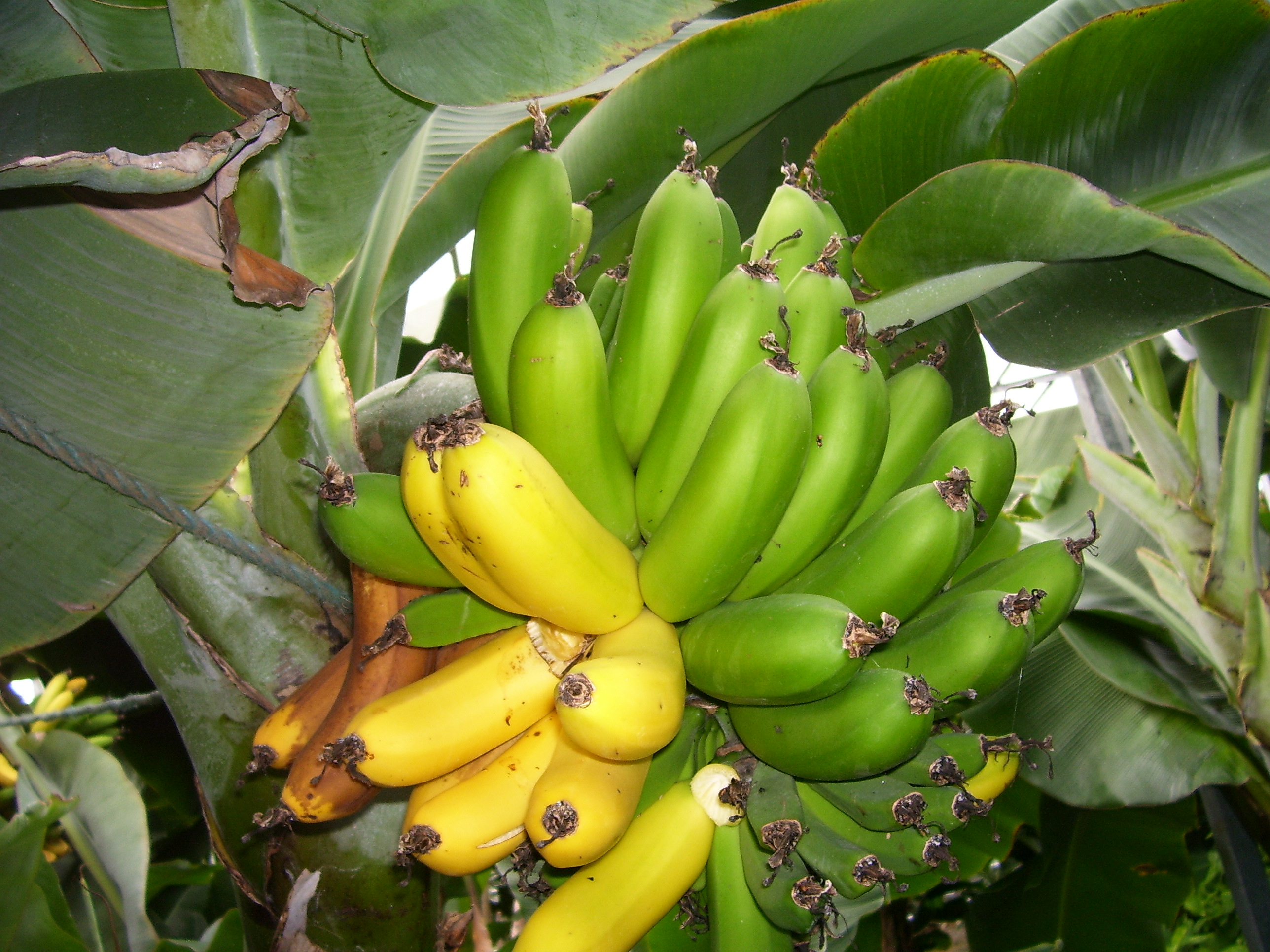
Bananes sous serre en Islande.

L'environnement naturel islandais est peu propice à l'agriculture. Cependant, la culture de la banane y a été développée à partir des années 1940 grâce à la géothermie. 
Les premières bananes islandaises ont été produites en 1941,,. Les bananeraies islandaises sont apparues grâce à la conjonction de deux facteurs. Le développement d'un chauffage géothermique peu onéreux et la hausse des prix des produits d'importation dans le contexte de la Seconde Guerre mondiale. Ceci a entraîné la construction de nombreuses serres, les premières bananes islandaises étant mises sur le marché en 1945,. Cette commercialisation s'est poursuivie jusqu'en 1958 ou 1959. À partir de 1960, le gouvernement a abaissé les taxes sur les fruits importés et la banane islandaise a cessé d'être compétitive par rapport à l'importation.
Depuis cette époque, la production de bananes est résiduelle et n'est pas commercialisée. Le pays importe la presque totalité des bananes consommées, soit 18 kg par personne annuellement,. L'école nationale d'Horticulture continue de maintenir une bananeraie d'environ 600–700 m2 dans ses serres à Reykir à proximité de Hveragerði dans le sud du pays, grâce à la géothermie. Les bananes y sont cultivées à une température comprise entre 20 et 25 °C, et un taux d'humidité de 80%. Cette plantation qui date des années 1950, exempte de tous contacts extérieurs n'a pas été touchée par la maladie de Panama qui s'est répandue dans de nombreuses régions bananières. Cet isolement pourrait donc devenir un atout face aux maladies épidémiques. Les plants fournissent une centaine de régimes de 5 à 20 kg chacun à l'année. La récolte est consommée par le personnel, les visiteurs et les étudiants,.
La banane islandaise a une maturation bien plus lente que les fruits produits en zone tropicale. Elle met deux ans à mûrir en raison du faible ensoleillement alors que sous les tropiques, ce même processus ne dure que quelques mois.
Plusieurs médias indiquent que l'Islande est le plus gros producteur de bananes européen. Cette information a été entre autres relayée par une émission de la BBC,. En réalité, les statistiques de la FAO indiquent que l'Espagne et la France sont les deux premiers producteurs d'Europe. Ces productions sont originaires des îles Canaries et des Antilles françaises, c'est-à-dire de régions ultrapériphériques dépendant de pays européens et non du continent européen lui-même.